# مجید جعفری‌تبار
مجید جعفری‌تبار (زاده ۱۳۴۰ در قم) روحانی شیعه، مفسّر و قاری اهل ایران است. او و همسرش فاطمه مناقب، نوهٔ محمد صدوقی هستند که در ایران به شهید محراب شناخته می‌شود. محمدعلی صدوقی فرزند محمد صدوقی و امام‌جمعه سابق یزد، دایی آنهاست. وی همچنین داماد ابوالقاسم مناقب امام جمعه موقت سابق یزد نیز می‌باشد. او در زمینه تفسیر، علوم و معارف قرآنی، صاحب آثاری است. وی از سال ۱۳۷۲ به سبب «استخاره‌هایی» که می‌گرفت بر سر زبان‌ها افتاد. مجید جعفری‌تبار (شیخ استخاره) و همسرش، در ۱۲ تیر ۱۳۹۳ به اتهام ارتباط با امام زمان و اجنه بازداشت و در دادگاه بدوی ویژه روحانیت به اعدام محکوم شدند. جعفری‌تبار مدتی پیش از بازداشت در حصر خانگی به سر می‌برد.

## آثار
- مرسالکین راه (اثبات خدا و اعتقادات شیعه)[۱۰]
- رضوان (تفسیر آیه سبل السلام و مباحث اعتقادی)[۱۱]
- صاحبان فقه و حکمت (زیرنظر)
- آموزش قواعد روخوانی قرآن کریم (زیرنظر)[۱۲]
- تابلوی علی ولی‌الله[۱۳]
- ۴۸ تلاوت مجلسی منتشر شده[۱۴]
- بیش از ۵۰۰۰ تلاوت مجلسی منتشر نشده (که توسط دادسرای ویژه روحانیت قم توقیف گردیده است)[۱۵]
- انسانیت و حریت سر آغاز سلوک[۱۶]
- بر کرانه قرآن[۱۷][۱۸]
- مقالی در بعثت[۱۹]
- نکات و تذکراتی چند ویژه اعضاء و اولیاء جلسات فنون قراءات و معارف قرآنی[۲۰]

تعدادی دیگر از آثار او که آمادهٔ نشر بود، با حمله مأموران امنیتی و دستگیری وی اجازه انتشار نیافت. همکاران مؤسسهٔ او می‌گویند در پی بازداشت نزدیکان جعفری‌تبار، مأموران امنیتی آرشیو صوتی و تصویری او را با سه وانت از محل سکونت و اشتغال وی جمع‌آوری کردند. برخی از این موارد پس از دستگیری او در فضای وب و شبکه‌های اجتماعی منتشر شد:
- گام اول نیکویی و فهم و جمال
- چهارده رهنمود قرآنی برای زندگی پاک
- پرستو
- حقیقت

## استخاره
با وجود فعالیت‌های گوناگون مجید جعفری‌تبار، شهرت او در میان مردم به استخاره از دیگر جنبه‌های علمی و عملی او بیشتر است. وی از سال ۱۳۷۲ به سبب استخاره‌هایی که می‌گرفت بر سر زبان‌ها افتاد و دامنه استخاره‌های وی به جایی رسید که بیش از ۱۳۲ خط تلفن به صورت ۲۴ ساعته متن استخاره مراجعه‌کنندگان را برایشان پخش می‌کرد. تا پیش از سال ۱۳۸۶ دفتر او به همان شیوه سنتی با پنج خط پاسخگوی مراجعان استخاره بود لکن به سبب مراجعات بالا و ایجاد بار ترافیکی بسیار سنگین روی خطوط مخابرات استان قم، مسئولان وقت مخابرات از او خواستند که یا سیستم شبکه هوشمند (به انگلیسی: IN) را بپذیرد یا دفتر را تعطیل کند سپس و با شرایط به وجود آمده دفتر استخاره او به عنوان اولین پایلوت سیستم IN در ایران راه‌اندازی شد.
جعفری‌تبار دربارهٔ استخاره چنین می‌گوید: متأسفانه بعضاً افرادی با ذهن‌هایی خرافه گرا، استخاره را که در مقوله تفسیر آیات قرآن و برگرفته از معارف اهل بیت عصمت و طهارت سلام الله علیهم است در ردیف اشیایی موهوم همچون طالع بینی، فال، سحر و جادو، تسخیر جن، سرکتاب و پیشگویی قرار می‌دهند؛ کلاً و اجمالاً اینکه توسل و اعتماد به این امور، نه تنها خیری در برندارد، که موجب زوال نعمت‌ها و برکات شده و شرور و نحسیت می‌آورد.
مجید جعفری‌تبار در خصوص استخاره‌های او چنین نوشته است: بسیاری افراد، خیال می‌کنند که من، با گرفتن استخاره هر کس، نیتش را نیز می‌فهمم (یعنی مثلاً می‌دانم برای چه موضوعی استخاره گرفته‌اند!!)در صورتی که من خودم می‌دانم و چندین بار نیز گفته‌ام و در اینجا هم می‌نویسم که: به هیچ وجه چنین نیست و حتی یک مورد هم نبوده است که من بدانم موضوع استخاره چه بوده؟ (به غیر از مواردی که خود فرد، قبل از استخاره یا بعد از آن، موضوع استخاره را به من گفته است).

## شیخ استخاره
این تعبیر که توسط بسیاری از خبرگزاری‌ها برای اشاره به او استفاده می‌شود اولین بار توسط دادستان دادگاه ویژه روحانیت در جمع طلاب قمی و قبل از تشکیل دادگاه مطرح گردید. تعبیری که تکرار آن از سوی مسئولان دادسرای ویژه روحانیت، نشان از تمایل آن‌ها به نامیدن جعفری‌تبار به آن دارد. این پرونده و پرونده محمدرضا نکونام توسط دادسرای ویژه روحانیت راه اندازی شده است.

## از بازداشت و زندان
مجید جعفری‌تبار در اواخر اردیبهشت ۱۳۹۳ حدود یکماه پس از برگزاری روضه‌های فاطمیه، بر اثر مسمومیتی مشکوک و در نتیجه پاک شدن بخشی از حافظه‌اش، ابتدا دو شب را در بیمارستان علی بن ابیطالب قم گذراند و سپس به بیمارستان فجر در تهران منتقل شد. بعد از آن به بیمارستان پارس انتقال یافت و پس از گذران نزدیک به ۴۵ روز بستری بودن، در حالی که در بخش مراقبتهای ویژه قرار داشت، توسط مأموران امنیتی به قم برده شد و پس از دو روز حصر خانگی، به سلولی انفرادی منتقل گردید. تا حدود ۵۰ روز هیچ خبری از او به خانواده اش داده نمی‌شد. او نزدیک به هفت ماه و نیم در انفرادی بود و پس از آن در انتهای سال ۱۳۹۳ به زندان لنگرود قم منتقل گردید و به تنهایی در بندی جداگانه قرار گرفته است.

## اتهام ارتداد
مجید جعفری‌تبار دادسرای ویژه روحانیت با اتهاماتی از قبیل ارتداد، مرید و مراد بازی، اتهامات مالی، ارتباط با اجنه و ادعای رابطه با امام زمان روبرو شد. اگرچه اتهام‌های او ارتباط با «جن گیرها» و «اجنه» عنوان شده اما گفته می‌شود که او یکی از منتقدان چنین ادعاهایی از سوی محمود احمدی‌نژاد، رئیس دولت‌های نهم و دهم بود و در یکی از سخنرانی‌های خود آن را «غیرعقلانی» دانسته بود. این روحانی از هشت سال پیش سخنرانی‌هایی نیز در مخالفت با حکم سنگسار داشته و آن را «حکم غیرانسانی» خوانده بود. همچنین فاطمه مناقب همسر وی و تعدادی از شاگردانش در آبان ماه ۱۳۹۳ بازداشت شده‌اند. او به خلع لباس و سه بار اعدام و همسرش نیز به دلیل مشارکت در جرم توسط دادگاه ویژه روحانیت به هشت سال زندان و اعدام محکوم شده است. قاضی پرونده همچنین حکم به نابودی تمام آثار جعفری‌تبار داده است. اولین بار مصطفی همت خبر این حکم را در صفحه فیس‌بوک خود منتشر کرد و از صدور چنین حکمی ابراز تاسف و تعجب نمود. پس از پست همت بود که این خبر در رسانه‌های مختلف انتشار یافت. همچنین رئیس دادگاه ویژه روحانیت، محمدجعفر منتظری اعلام داشت که این فرد به حکم صادر شده دربارهٔ خود اعتراض کرده است. وی ادامه داد: پرونده این فرد هم‌اکنون در مرحله تجدید نظر قرار دارد. غلامحسین محسنی اژه‌ای معاون اول قوه قضائیه نیز بیان داشت؛ حکم صادر شده برای این فرد، بدوی بوده و می‌توان به این حکم اعتراض کرد و طبق قانون، قابل تجدیدنظر است.
شایعاتی نیز منتشر شده که علماء و فقهای قم و به‌خصوص ناصر مکارم شیرازی از پرونده او باخبر می‌باشند و حکم مورد تأیید آن‌هااست ولی ناصر مکارم شیرازی در پایان درس خارج فقه خود در مسجد اعظم قم که در تاریخ ۲۳ اسفند ۱۳۹۳ برگزار شده بود گفت: اخیراً دو نفر را دستگیر کرده‌اند و در گوشه و کنار شنیده شده که بنده در جریان این دستگیری بودم؛ صراحتاً اعلام می‌کنم بنده نه این‌ها را دیده‌ام و نه روحم خبر دارد. وی با ابراز تاسف از این گونه شایعات گفت: کسانی که این گونه شایعات را بیان می‌کنند بدانند که قیامتی است و باید پاسخگو باشند. همچنین «حسن یوسفی اشکوری»، دین‌پژوه ساکن آلمان که شناختی از این روحانی نداشت، پیش‌تر به وبسایت رادیو فرانسه گفت: «در جمهوری اسلامی هر اندیشه، فرد یا جریانی که بالقوه ایدئولوژی رسمی را به چالش بکشد، خطر تلقی می‌شود و مشکل امنیتی ایجاد می‌کند؛ به ویژه اگر پایگاه مردمی گسترده‌ای کسب کرده باشد. به نظر می‌رسد این شخص نیز از چنین ویژگی‌هایی برخوردار بوده است.»نظر